# Constance Bonaparte
Constance Bonaparte (Bolonia, 30 de enero de 1823-5 de septiembre de 1876) fue una religiosa italiana, hija de Luciano Bonaparte, príncipe de Canino y de Musignano.

## Biografía
Fue la undécima y última de los hijos de Luciano Bonaparte. Además fue la novena de los vástagos del matrimonio de este con su segunda mujer, Alexandrine de Bleschamps. Tuvo los siguientes hermanos y hermanos de padre, fruto del primer matrimonio de este con Christine Boyer:
- Charlotte Bonaparte Boyer (1795-1865), que el 27 de diciembre de 1815, en Rome, casó con Mario Gabrielli,[3][4]príncipe de Prossedi (1773- 1841), con descendencia.
- Christine Egypta Bonaparte Boyer (1798-1847), que el 28 de marzo de 1818 casó en primeras nupcias en Roma con el conde Arvid Posse (-1831), divorciándose a comienzos de 1824.[5] El 20 de julio de 1824, en segundas nupcias casó con Lord Dudley Stuart (1803-1854), último hijo de John Stuart, I Marqués de Bute, y su segunda esposa, Frances Coutts, hija del banquero Thomas Coutts.

Tuvo los siguientes hermanos y hermanas de padre y madre:
- Charles Lucien, II príncipe de Canino, fue un destacado naturalista y ornitólogo, que viajó a los Estados Unidos y describió numerosos géneros de palomas, petreles y aves en general. Casó con su prima Zenaida (Zenaïde Charlotte Julie Bonaparte) el 29 de junio de 1822 en Bruselas,[6]
- Laetizia (1804-1871),[7] que el 4 de marzo de 1821 casó con Thomas Wyse Bagge[Nota 1] (1791-1862), con posteridad.
- Joseph (1806-1807), muerto sin descendencia.
- Jeanne (1807-1829), que casó con el marqués Onorato Onorati.
- Paolo María (1809-1827), muerto sin descendencia en la guerra de independencia griega.
- Louis Lucien (1813-1891), que fue un destacado filólogo que estudió las lenguas vivas con métodos rigurosos por medio de la comparación lingüística, destacando por sus trabajos sobre el euskera.
- Pierre Napoleón (1815-1881), que casó con Eleonor J. Ruffin.
- Antoine (1816-1877), que casó con Marie Anna Cardinalli, sin posteridad.
- Marie Alexandrine (1818- 1874), que casó con el conde Constantini de Laviano.

Pasó su infancia en Roma, donde vivía su padre desde 1804.
Decidió seguir su vocación religiosa y en 1849 era novicia en el convento-colegio del Sagrado Corazón en Roma, que comprendía la iglesia de la Trinidad dei Monti. Este conjunto se encontraba profundamente ligado a Francia. 
Hacia 1873 era ya abadesa de ese convento.
Murió en Roma el 6 de septiembre de 1876.

### Individuales
1. ↑  Anonym (19 de octubre de 2023). «Frankfurter Konversationsblatt: Nr. 136» (en alemán). BoD – Books on Demand. p. 1115. ISBN 978-3-382-05897-5. Consultado el 2 de marzo de 2024.
2. ↑  Bonaparte, Julie (1975). La princesse Julie Bonaparte marquise de Roccagiovine et son temps. Mémoires inédits (1853-1870) (en francés). Ed. di Storia e Letteratura. p. 8. Consultado el 2 de marzo de 2024.
3. ↑  The Emperor of Nature: Charles-Lucien Bonaparte and His World, Patricia Tyson Stroud, Edita University of Pennsylvania Press 2000, ISBN: 0812235460, Pag 7.
4. ↑  The Legacy of Empire: Napoleon I and III and the Anglo-Italian Circle during the Risorgimento, Sharon Worley, Edita Cambridge Scholars Publishing (14 nov 2018), ISBN: 1527521613, Pag 75.
5. ↑  Swedish American Genealogist, Volume 3 Number 3, Article 4, (09/01/1983), Additional Notes on Arvid Posse, By Nils William Olsson.
6. ↑  Anales de la Real Academia Matritense de Heráldica y Genealogía. Vol. X. (2007), Edita Real Academia Matritense de Heráldica y Genealogía, ISSN: 1133-1240, Pag 343.
7. ↑  The spurious brood: Princess Letitia Bonaparte and her children, Olga Bonaparte-Wyse, Edita Gollancz 1969, ISBN: 057500262X.
8. ↑  Album universal: contine lo mejor, mas util é indispensable del saber humano .... D.M.R. y Fonseca. 1849. p. 219. Consultado el 2 de marzo de 2024.
9. ↑  Pflügl, Albert Edler von (1873). Katholische (catholische) Blätter für Glaube, Freiheit u. Gesittung. Hrsg. vom Katholiken-Vereine in Linz (en alemán). Huemer. p. 346. Consultado el 2 de marzo de 2024.